# Миколаївський обласний краєзнавчий музей
Микола́ївський обласни́й краєзна́вчий музе́й — обласний краєзнавчий музей у Миколаєві із найбільшим зібранням матеріалів і документів з історії та культури, уродженців і персоналій Північного Причорномор'я і міста Миколаєва. Один із найбільших краєзнавчих музеїв України.

## Історія закладу

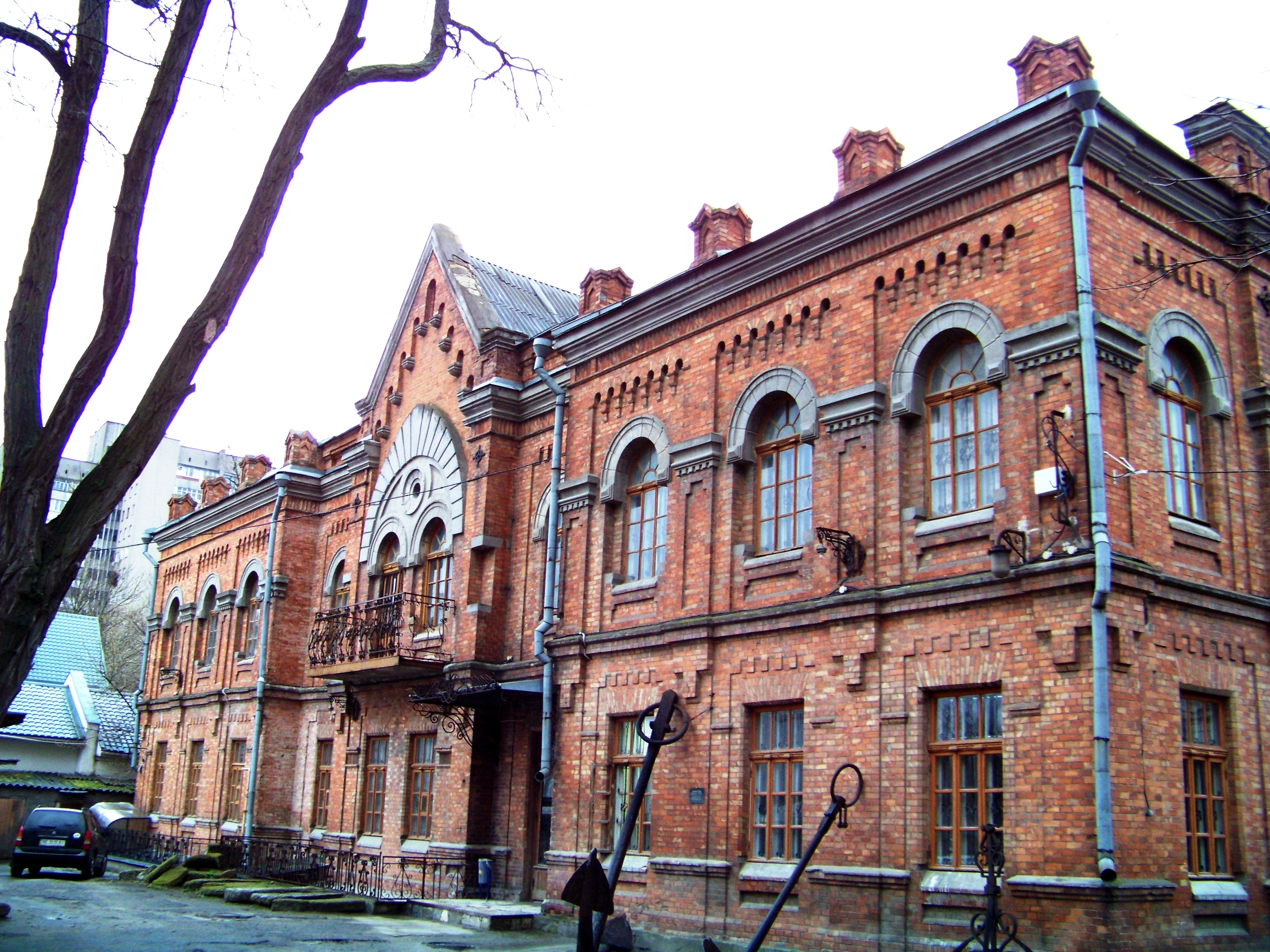
Колишня будівля музею за адресою вулиця Захисників Миколаєва, 32

Датою заснування музею заведено вважати 1913 рік, коли за ініціативою юриста Сергія Гайдученка було відкрито Миколаївський міський історико-археологічний музей.
Однак збирання цікавих експонатів у Миколаєві розпочалося ще від перших років заснування міста. Так, у вересні 1792 року перший громадянин міста Михайло Фалєєв направив групу матросів до Ольвії на «пошуки старовини». А 1803 року при Чорноморському депо карт, було створено кабінет рідкісних речей. Там зберігалися моделі кораблів, археологічні знахідки з Ольвії, Керчі, Феодосії, колекції зброї, одягу, медалей, інші предмети тощо.
У 1856 році, після поразки Російської імперії в Кримській війні, у зв'язку з її наслідками, штати флотських установ у Миколаєві відчутно скоротилися. Під скасування потрапив і «кабінет рідкісних речей». Таким чином, колекції цінностей залишилися без належної уваги і перейшли до фондів і архівів різних міських установ.
Саме в грудні 1913 року й удалося зібрати розрізнені експонати, що лишилися, та відкрити новий, перший міський музей — природничо-історичний музей. Він був розміщений у приватному будинку Й. М. Заславського, що знаходився на розі Великої і Малої Морської вулиць. Основою експозиції стала колекція Еммануїла Францева, який понад 40 років збирав предмети зоології, ботаніки, мінералогії. Після його смерті спадкоємці пожертвували увесь музей на користь міста. Першим директором музею був призначений Сергій Гайдученко. Фонди музею значно поповнилися за рахунок предметів з розкопок в Ольвії та приватних колекцій.
У 1920 році музей став називатися історико-археологічним. Від 1929 до 1936 року він був розташований у будинках Гауптвахти і Адміралтейського собору, згодом переїхав до будинку № 1 по вулиці Інженерній. Вже перед початком німецько-радянської війни музей розмістився у приміщенні на вулиці Декабристів, 32 (нині — вулиця Захисників Миколаєва).
Під час Другої світової війни музей був майже повністю зруйнований. Однак, його експозиція функціонувала і в період окупації — тут навіть була створена і діяла підпільна антинацистська група.
У 1943 році музей навіть отримав нове, більше приміщення. Власне житло отримали директор і сторож музею. В оновленому музеї починають проводити виставки і відкрили його для відвідувачів, 75 % яких становили німецькі офіцери й солдати. Проте наприкінці 1943 року частину археологічних експонатів німці вивезли до Кенігсбергу. Це були найцінніші експонати, які вважаються втраченими і до сьогодні.
Після війни, у 1950 році, зусиллями городян та міської влади музей було відновлено вже як Обласний краєзнавчий музей. Усі повоєнні роки до 2012 року музей тіснився у стінах невеликого приміщення, що належить до миколаївського костелу. Через це працювали тільки дві виставкові зали. Експонати зберігалися у вкрай складних умовах — 400 одиниць на 1 м2. І це при тому, що збирання музейних предметів продовжувалося та щорічно фонди музею поповнювалися на 3—4 тисячі експонатів.
На початку XXI століття було розроблено проєкт створення музейного комплексу на базі архітектурної пам'ятки національного значення — Старофлотських казарм. Було заплановано, що в «Музейному містечку» розміститься 9 різних музеїв, для огляду експонатів яких, таким чином, знадобиться тривалий час. Наприкінці січня 2012 року відреставрований музейний комплекс «Старофлотські казарми» було прийнято в експлуатацію. Загальна площа відреставрованої будівлі становить 4101,6 м2.
Переїзд до «Старофлотських казарм»
28 серпня 2012 року було відкрито обласний краєзнавчий музей на базі пам'ятки національного значення «Старофлотські казарми». Після введення в дію лише першої черги Старофлотських казарм експозиційна площа краєзнавчого музею збільшиться в 30 разів. Станом на 2024 рік, музей нараховує 21 експозиційну залу — із сучасним дизайном, центральним кондиціюванням та спеціальним освітленням, просторе подвір'я, залу для проведення заходів на 70 місць. Окрім основної експозиції, у музеї є дві постійні виставки та п'ять змінних виставкових локацій.

### Російсько-українська війна
Протягом 2022 року, коли поблизу Миколаєва йшли бої, ракетними обстрілами було пошкоджено 15 виставкових залів у Старофлотських казармах. Через це музей був змушений демонтувати майже 10 тисяч експонатів. Найбільше постраждала північна частина будівлі: повибивало вікна, впали навісні стелі. Щоранку після обстрілів до музею приходили його співробітники, які власними силами прибирали наслідки руйнувань та «зашивали» вікна OSB-плитами з плівкою. Роботи тривали до пізнього вечора, адже щоразу після обстрілів вибивало близько 90 вікон. Попри це від атак постраждало не так багато експонатів.

### Відновлення роботи
Після звільнення Херсона у листопаді 2022 року та віддаленям міста від лінії фронту, у березні 2023 року музей, після річної переви, почав відновлювати свою роботу. Станом на 20 березня 2023 року в будівлі функціонували чотири виставкові зали та почали працювати над відтворенням повної експозиції та підготовкою нових виставок. З 22 серпня 2023 року поновили роботу комплексу археологічних залів.

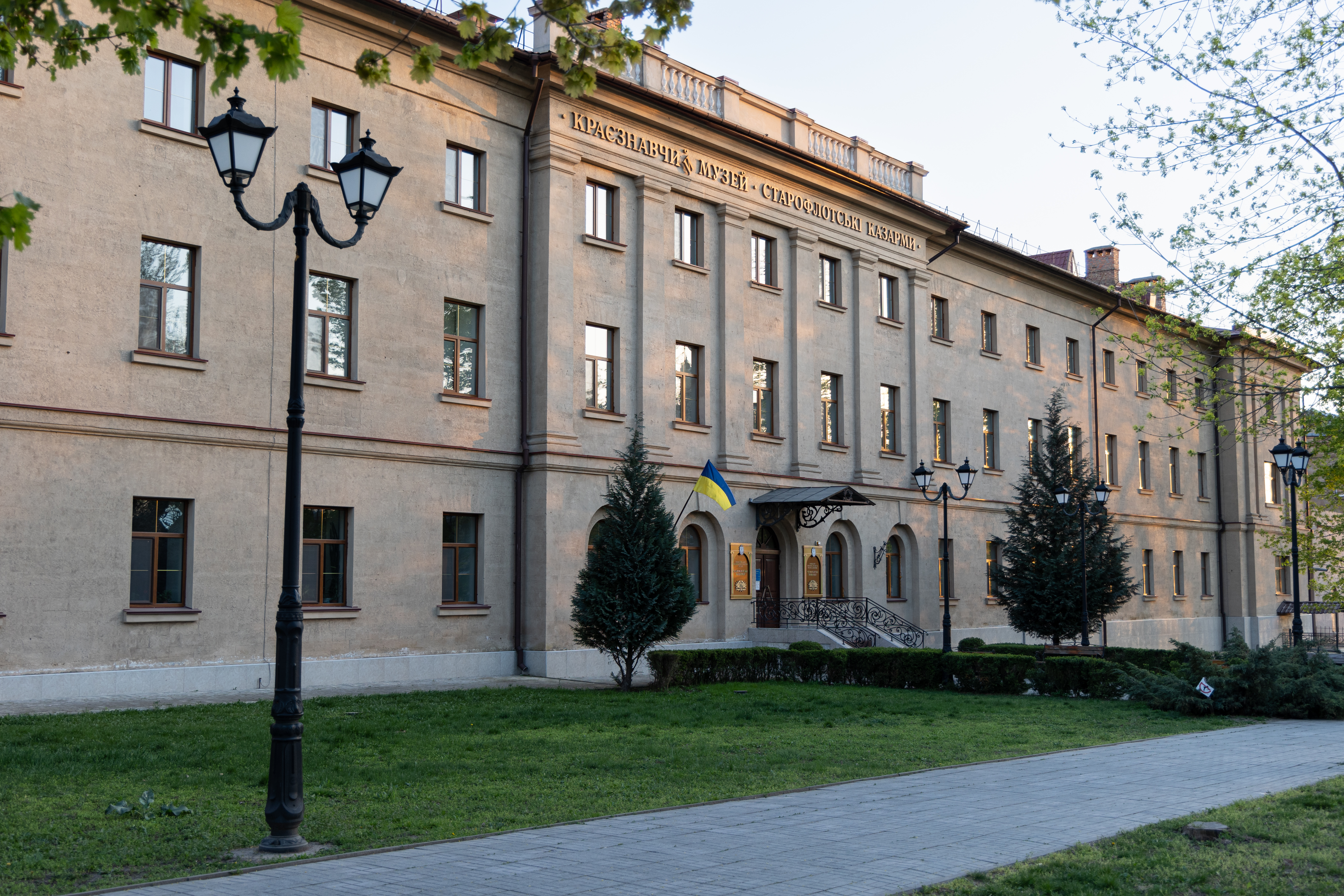
Будівля Миколаївського обласного краєзнавчого музею у 2024 році

Також, спільно з платформою MY ART та у партнерстві з Агенцією розвитку Миколаєва, почалася робота з оцифрування експонатів. Першими оцифрували понад 1000 старих листівок і фотографій кінця XIX — першої половини XX століття з фондів музею. Це унікальні вуличні світлини старого міста, фотокартки з сімейних архівів відомих родин Миколаєва та задокументовані сюжети різних історичних подій в житті регіону. Станом на липень 2024 року відскановано велику частину поштових листівок і фотографій. Всі вони будуть розміщені на спеціально створеному двомовному сайті. Це дало можливість для дослідників і шанувальників історії мати доступ до артефактів в будь-який момент, а також може бути використано як додаткове джерело знань про історико-культурне надбання Миколаєва і регіону для англомовної аудиторії.

## Логотип та айдентика

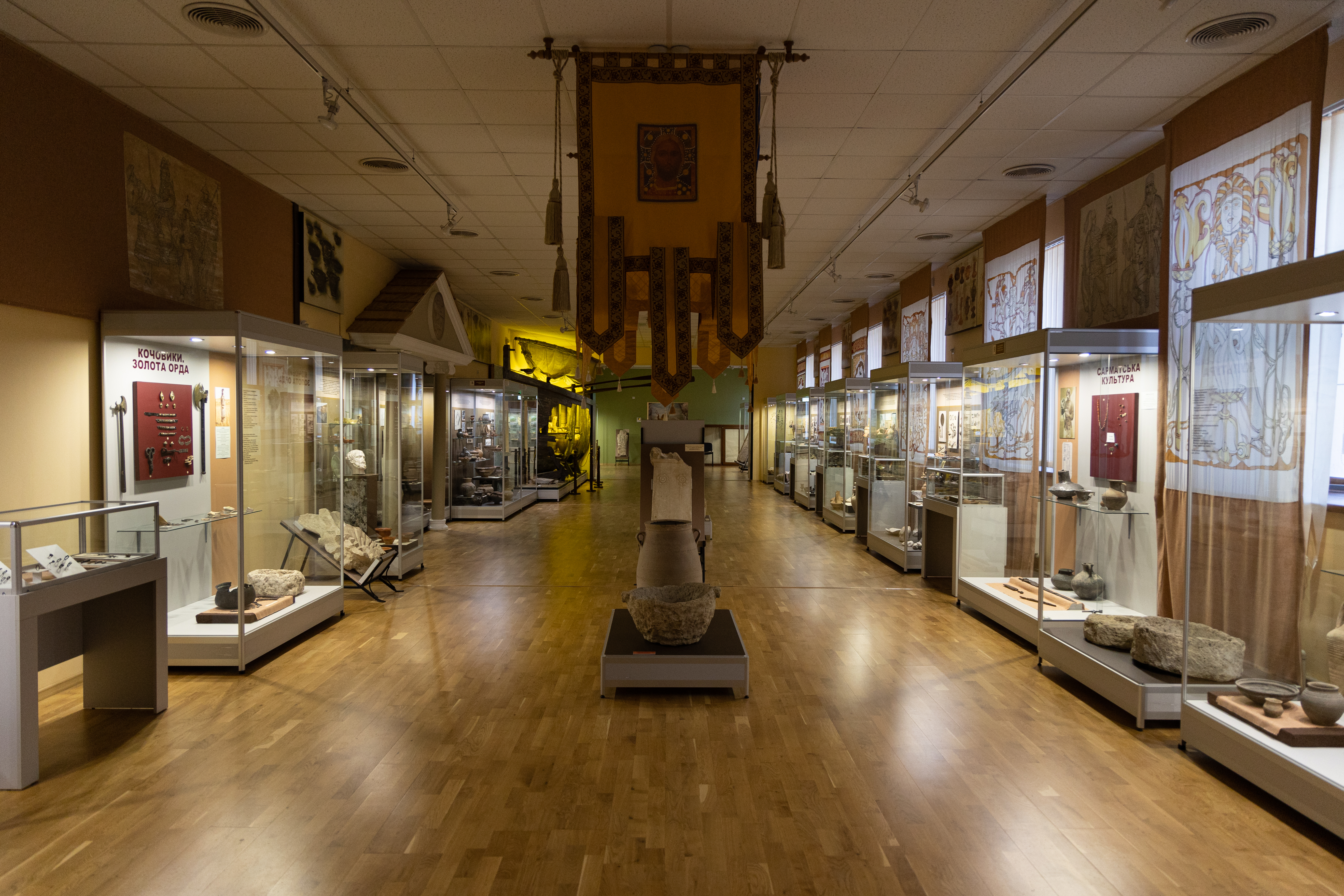
Археологічна частина експозиції

7 травня 2024 року Миколаївський обласний краєзнавчий музей презентував нову айдентику установи, яку створила команда агенції соціальних проєктів Platfor.ma. В основі візуального стилю було покладено музейні експонати, архівні фото та кольори природи Миколаївщини. Знак логотипа — це стилізований бронзовий казан, який є одним із найбільш цікавих експонатів музею. Це унікальна пам'ятка білозерської культури (середина XIII — середина XI століття до нашої ери), яку було знайдено випадково на території городища Дикий Сад у Миколаєві в 1930 році. У логотипі він розміщений на аркоподібній формі, пропорції та обриси якої відтворюють фасад арок комплексу будівель «Старофлотські казарми», де розміщується музей. Літера «М» над формою казана — перша літера з назви міста Миколаїв. Кольорова гамма натхненна природою краю та залів експозиції музею.

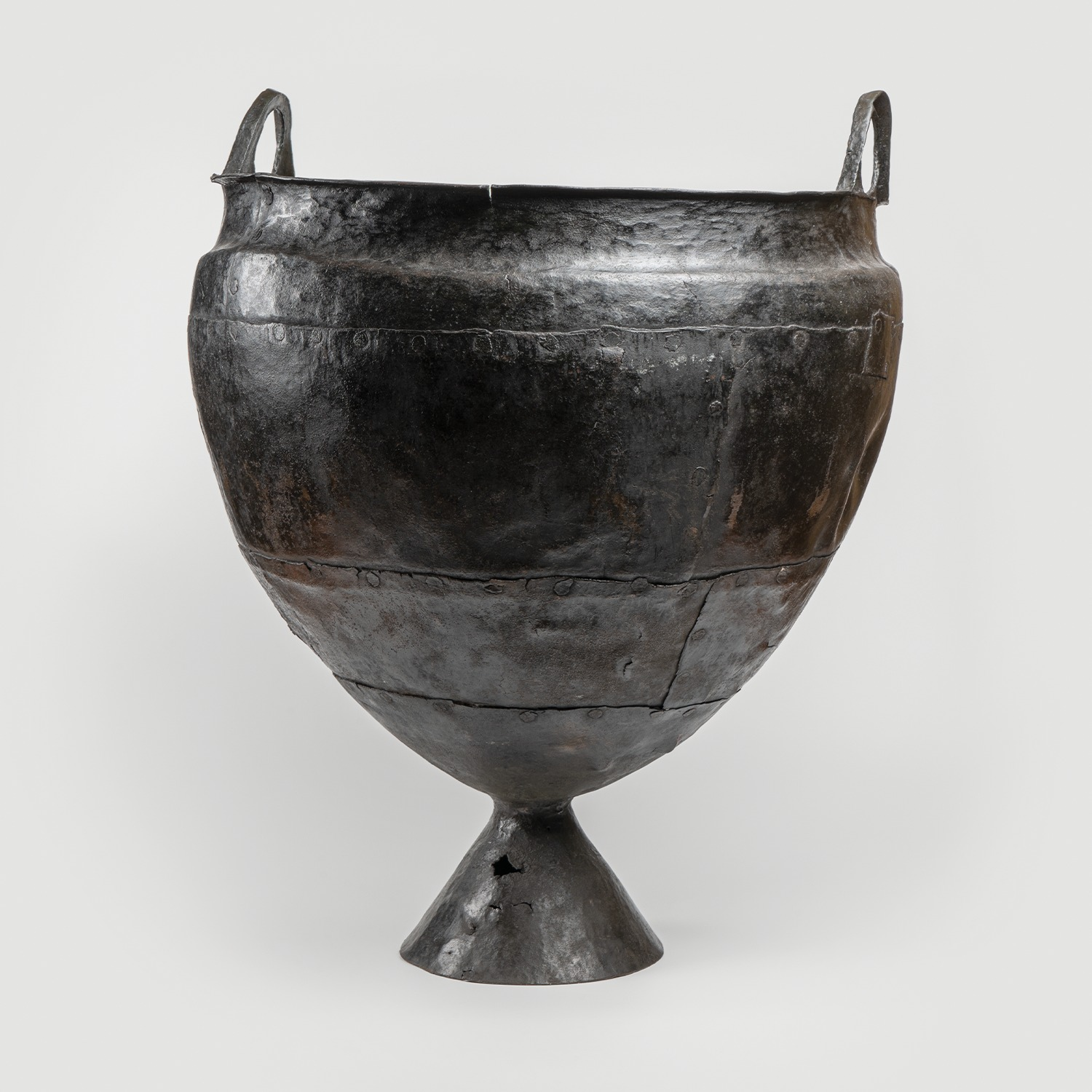
Бронзовий казан з городища «Дикий Сад»

18 травня 2024 року, до Міжнародного дня музеїв, було відкрито частину експозиції, що розповідає про історію формування музейної колекції та природу Миколаївщини.
7 червня 2024 року музей оголосив про старт продажів власного мерчу. Таким чином комана музею привертає увагу до української історії, а також збирає кошти на відновлення та розвиток музею. Всі кошти від продажу сувенірів планують використати для ремонту котельні, яка постраждала від вибухової хвилі та облаштування дитячого простору в укритті. Крім цього, було представлено повністю оновлений сайт.
Станом на червень 2024 року у музеї продовжується відновлення експозиції у залах «Заселення Миколаївщини». В музеї йдуть будівельні та прибиральні роботи, а згодом вітрини будуть наповнені експонатами.

## Структура музею

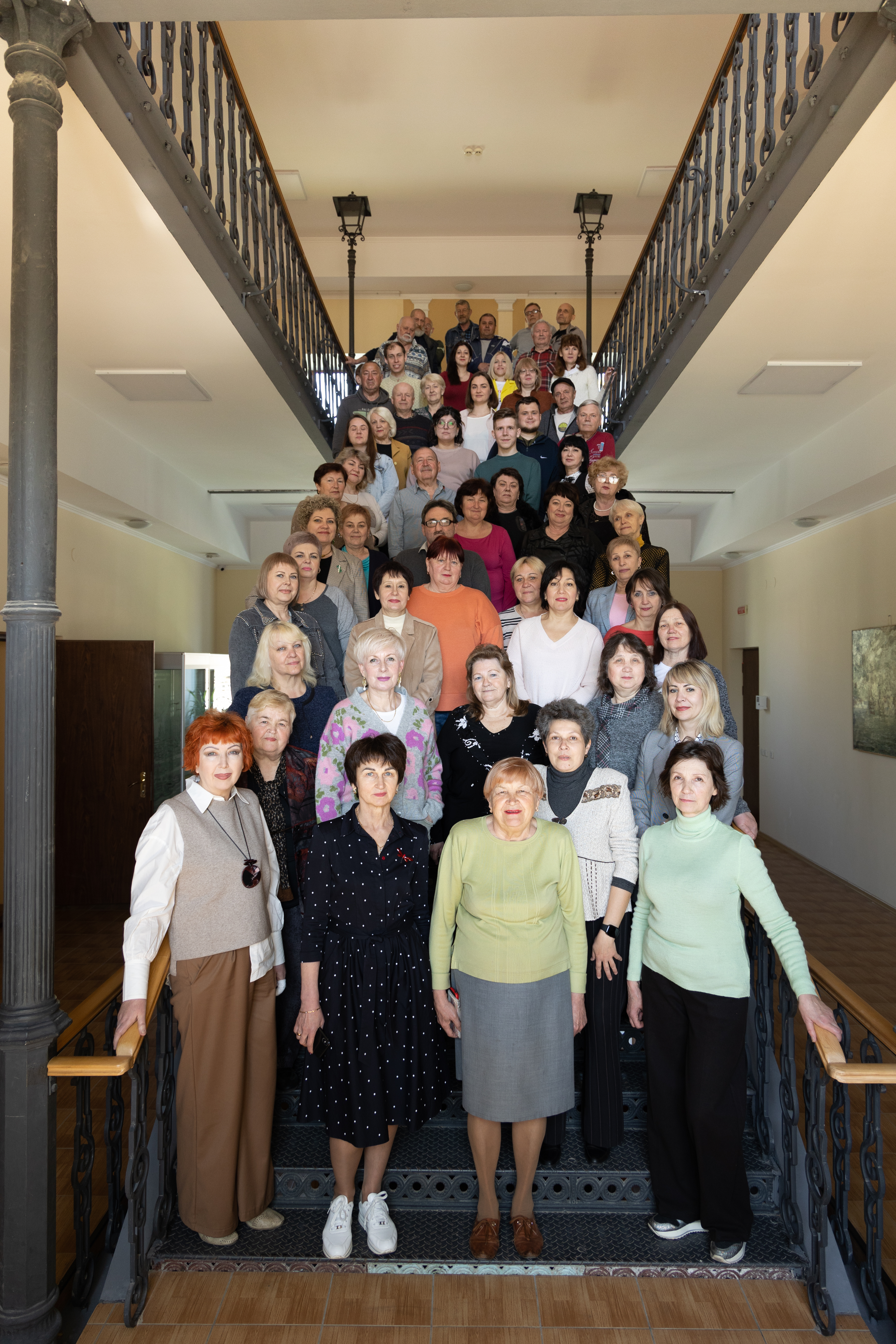
Колектив музею у 2024 році

Станом на липень 2024 року у музеї функціонують п'ять відділів.
Співробітники науково-експозиційного відділу займаються вивченням природних особливостей, екологічної ситуації Миколаївського краю та його історії з найдавніших часів до сьогодення. Науковці проводять збір нових музейних предметів, здійснюють атрибуцію експонатів, беруть участь у науковому житті області та країни, проводять виставки, екскурсії та лекції.
Проведення масових заходів, взаємодія з пресою, громадськими організаціями, закладами культури й освіти, підприємствами здійснює відділ науково-освітньої роботи. Співробітники цього відділу координують роботу музеїв при підприємствах, установах, організаціях та навчальних закладах. В області таких закладів нараховується майже 160, вони налічують близько 135 тисяч експонатів.
У липні 2014 року в музеї створили відділ пересувних та стаціонарних виставок. Основне завдання відділу полягає в тому, аби об'єднати зусилля різних частин і підрозділів музею з організації виставок у музеї та за його межами. Крім цього, його співробітники займаються науковою робота щодо широкого кола етнографічних проблем.
Роботу з комплектації, поповнення, збереження, обліку та систематизації музейних предметів здійснює відділ фондів. Станом на початок 2015 року в депозитаріях музею зберігалися близько 250 тисяч експонатів.
При музеї також діє відділ реставрації — окрема служба, що здійснює реставрацію та консервацію музейних предметів, а також проводить художнє оформлення експозиції. Завдяки зусиллям його співробітників багато унікальних речей отримали друге життя.
У самому Миколаївському обласному краєзнавчому музеї працює понад 70 людей, а у всіх філіях разом узятих — понад 150 осіб. З 2021 року виконувачкою обов'язків дироктора музею є Ельвіра Єлізарова.

## Філії
До складу Миколаївського краєзнавчого музею нині входять:
- Миколаївський військово-історичний музей (вулиця Героїв Рятувальників, 6);
- Миколаївський музей суднобудування і флоту (вулиця Адміральська, 4);
- Очаківський військово-історичний музей в місті Очакові;
- Меморіальний музей «Партизанська іскра» в селі Кримка Первомайського району;
- Первомайський краєзнавчий музей в місті Первомайську[19].

Сьогодні в колекції музею — понад 400 тисяч артефактів, що охоплюють епохи від палеоліту до сучасності. Серед найцінніших — результати розкопок з Ольвії, козацькі реліквії, матеріали з історії Миколаєва, суднобудівної промисловості міста, природничі артефакти, етнографічні та декоративно-ужиткові предмети, художні твори.

## Тимчасові та постійні виставки
Станом на 2024 рік у музеї діють чотири постійні виставки:
- «Увічнений в історії» — виставка до 210-річчя від дня народження великого поета, художника, громадського діяча Тараса Григоровича Шевченка[22];
- «Прогулянка старим містом» — виставка про історію та сьогодення Миколаєва[23];
- «Миколаївці на захисті державного суверенітету і територіальної цілісності України» — виставка про події Революції Гідності, анексію Криму Російською Федерацією та війну на Сході України[24];
- «Dream City: світ в мініатюрі» — виставка з мініатюрним містечком з залізницею, замком, повітряною кулею і т. д.[25]

## Музейні діячі
- Францев Еммануїл Петрович — видавець, громадський діяч, меценат, колекціонер, збирач колекції, що була покладена в основу Миколаївського природничо-історичного музею;
- Гайдученко Сергій Іванович — перший директор музею (1912—1923 роки);
- Камінський Феодосій Тимофійович — український археолог, дослідник Ольвії, директор музею (1923—1929 роки);
- Лагута Микола Дмитрович — український археолог, краєзнавець, співробітник музею у 30-і роки XX століття;
- Хлопинська Людмила Дмитрівна — заслужений працівник культури України, багатолітній завідувач музею суднобудування і флоту та директор обласного краєзнавчого музею. Була удостоєна Державної премії імені Т. Г. Шевченка;
- Денисенко Василь Семенович — старший науковий співробітник (1949—1950 роки);
- Губська Тетяна Миколаївна — миколаївська некрополістка, провідна наукова співробітниця науково-експозиційного відділу.

## Галерея

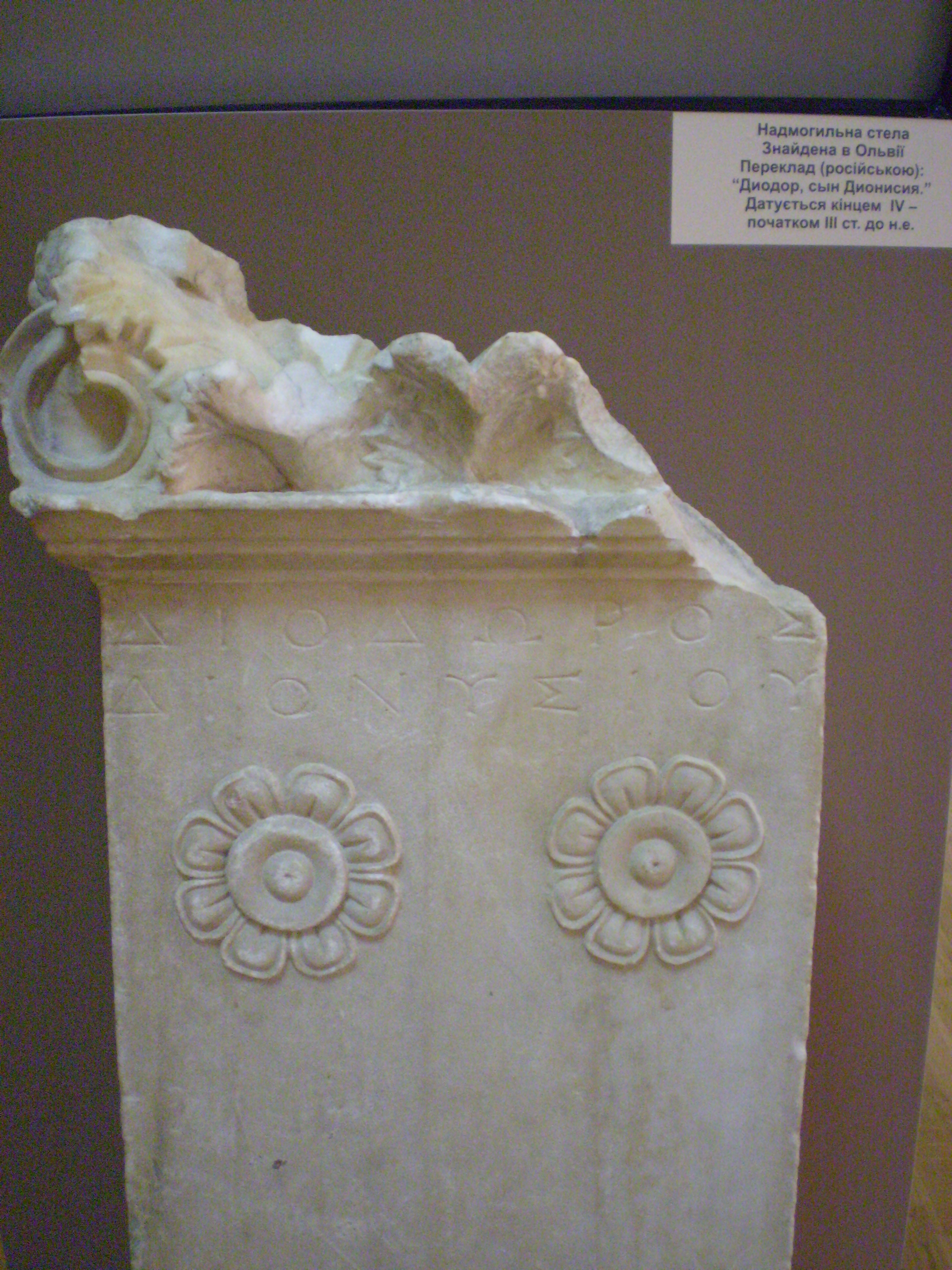
Уламок давньогрецького надгроба з Ольвії, Миколаївський обласний краєзнавчий музей. Напис «Діодор, син Діонісія», IV століття до н. е.
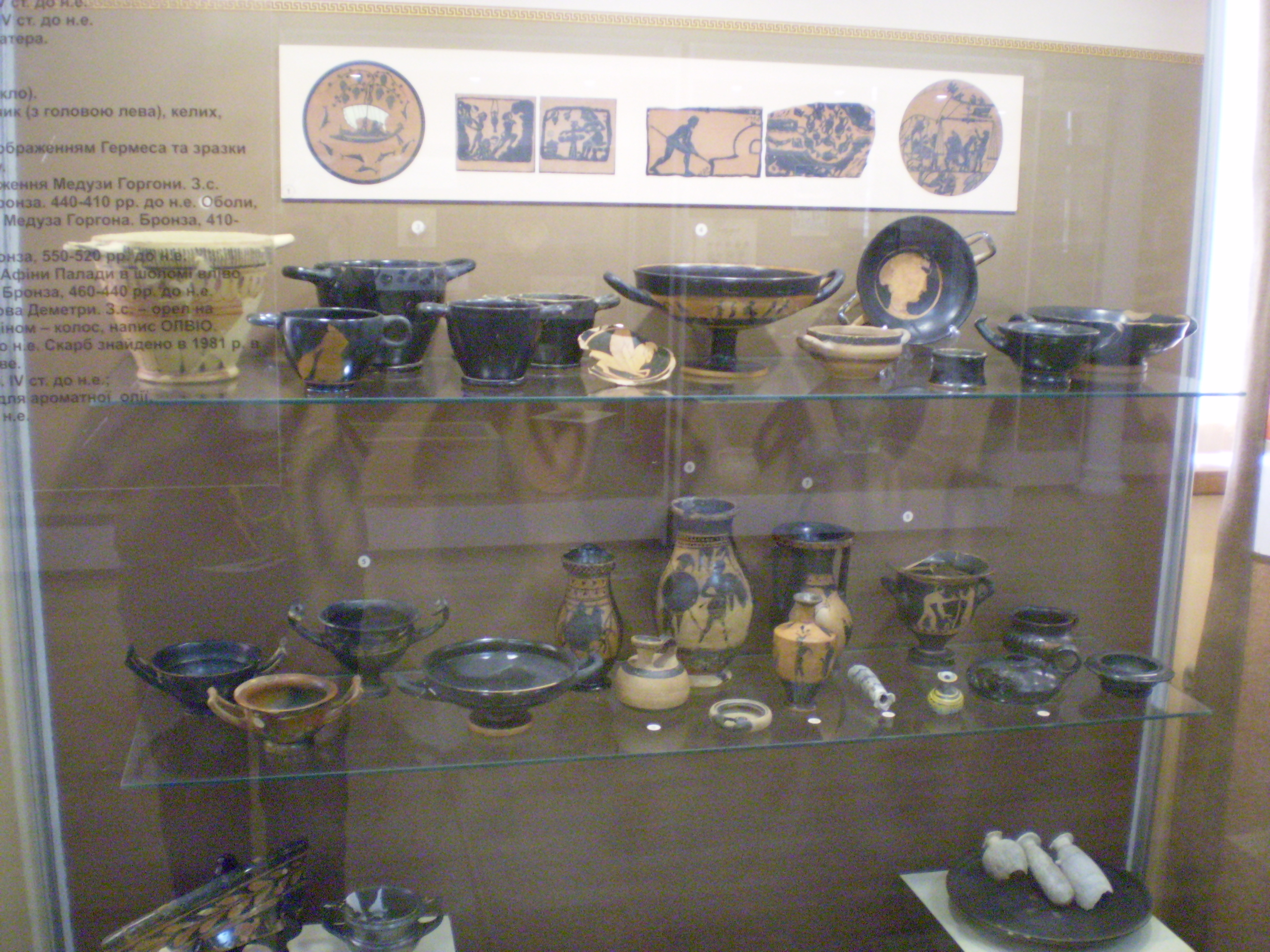
Миколаївський обласний краєзнавчий музей, збірка давньогрецької кераміки, фото 2013 року
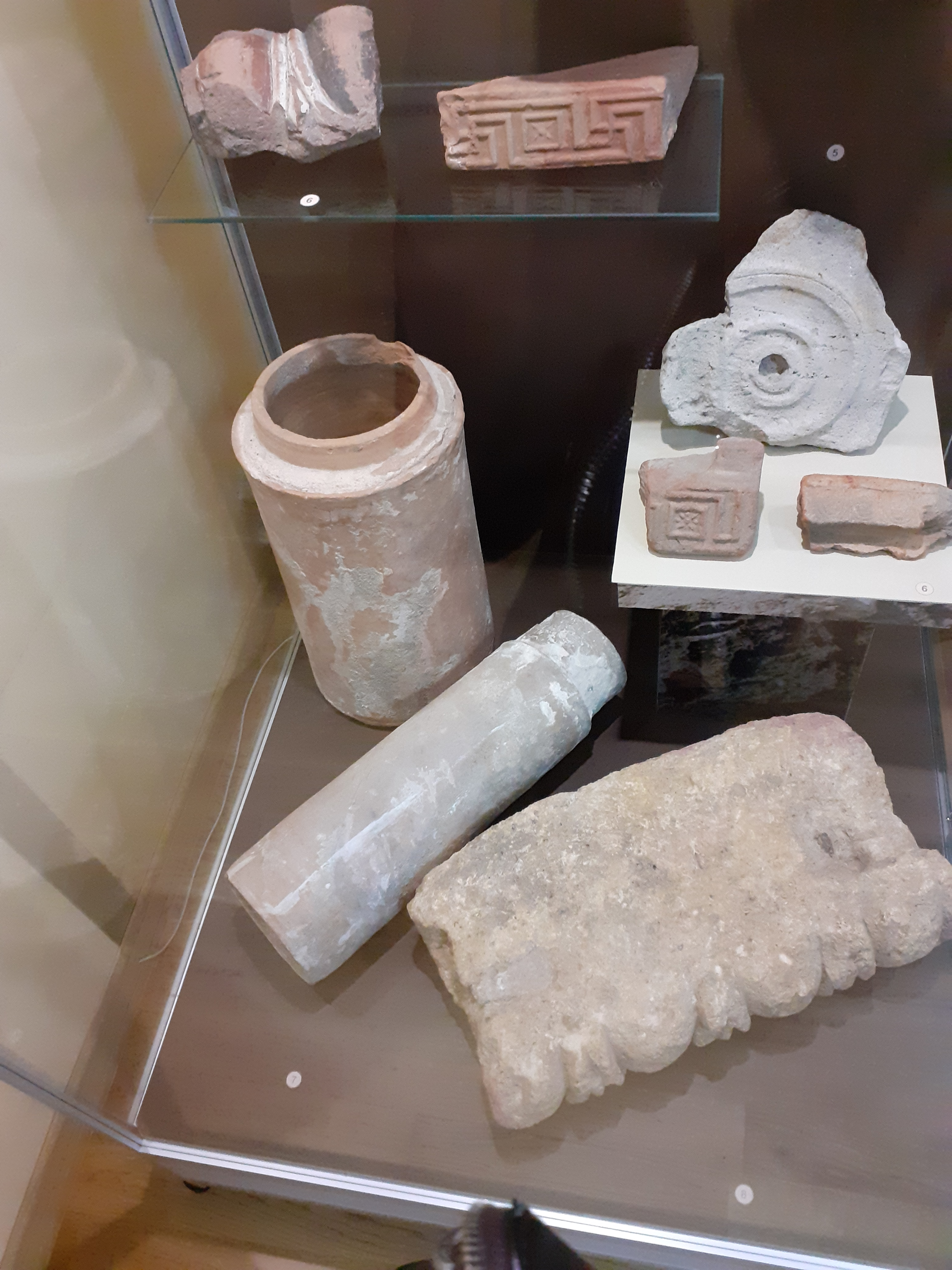
Складові водопровідних труб, Ольвія
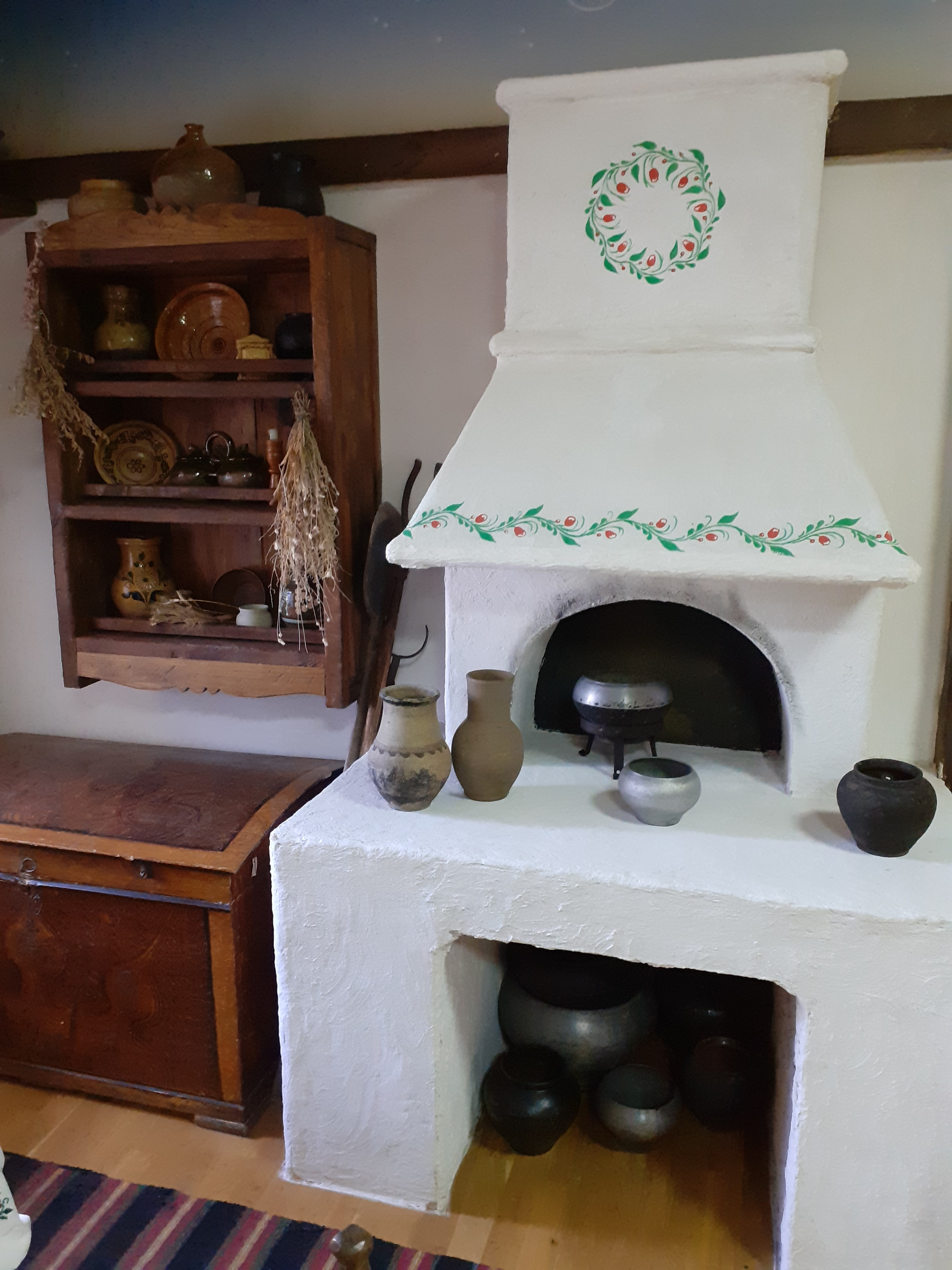
Українська старовина